# The Watermelon Patch
Pour plus de détails, voir Fiche technique et Distribution.
The Watermelon Patch est un film muet américain réalisé par Wallace McCutcheon et Edwin S. Porter, sorti en 1905.

## Synopsis
Des paysans punissent une famille noire, après un vol de pastèques en enfumant leur maison.

## Fiche technique
- Réalisation : Wallace McCutcheon, Edwin S. Porter
- Production : Edison Manufacturing Company
- Genre : Comédie, film de poursuite
- Date de sortie :
  - États-Unis : 24 octobre 1905